# 南希爾斯 (蒙大拿州)
南希爾斯（英語：South Hills）是位於美國蒙大拿州傑佛遜縣的普查規定居民點。

## 人口
根據2020年美國人口普查的數據，南希爾斯的面積為15.21平方千米，皆為陸地。當地共有人口644人，而人口密度為每平方千米42.34人。